# Òscar Mingueza García
Òscar Mingueza García (Santa Perpètua de Mogoda, Vallès Occidental, 13 de maig de 1999), més conegut com a Òscar Mingueza, és un futbolista català que juga com a defensa al RC Celta de Vigo. És internacional amb la selecció catalana i també amb la selecció espanyola.

## Carrera esportiva

### FC Barcelona
Mingueza va començar la seva carrera esportiva al FC Barcelona, des de categories inferiors. Va arribar a l'equip juvenil el 2016, equip amb el qual va aconseguir aixecar la UEFA Youth League 2017-18, com a capità.
El 2018 va ser promogut al filial, el Futbol Club Barcelona B, i hi va debutar com a sènior el 26 d'agost de 2018, en la derrota del Barça B per 3-1 davant el CE Alcoià.
El 24 de novembre de 2020 va fer el seu debut com a professional amb el Futbol Club Barcelona, en un partit de la Lliga de Campions de la UEFA 2020-21 enfront del FC Dinamo de Kíev que va finalitzar amb victòria blaugrana per 0-4.
A Primera Divisió hi va debutar el 29 de novembre de 2020, en la victòria del Barça per 4-0 davant del Club Atlètic Osasuna, i va esdevenir un habitual a les alineacions a principis de l'any 2021, fent parella de centrals amb Ronald Araujo, a causa de la lesió de Gerard Piqué i la baixa forma dels francesos Samuel Umtiti i Clement Lenglet. El 15 de març de 2021, Mingueza va marcar el seu primer gol pel Barça a la lliga, el 3-1 en un partit que va finalitzar en victòria a casa per 4–1 contra la SD Huesca. Va marcar el seu segon lloc en lliga al minut 60 del clàssic entre Madrid i Barça disputat el 10 d'abril de 2021 (amb victòria del Madrid per 2-1). A la final de la Copa del Rei va ser titular contra l'Athletic Club, en un partit que acabà 0-4 i que li va permetre de guanyar el seu primer títol com a professional.
Al començament de la temporada 2021-22 es va perdre els dos primers partits de lliga per lesió, ja que va arribar lesionat dels Jocs Olímpics de Tòquio, on havia assolit la medalla d'argent amb la selecció espanyola. No va poder jugar fins a la tercera jornada de lliga, quan va entrar als darrers minuts en lloc de Griezmann, en un Barça - Getafe CF que acabà en victòria blaugrana per 2-1. El 31 d'agost el Barça va anunciar que inscrivia el jugador definitivament amb fitxa del primer equip. La pretemporada 2022-23 l'entrenador Xavi Hernández el va deixar fora de la gira americana de l'equip, per tal que es busqués un equip, ja que no hi comptava per la temporada.

### Celta
El 31 de juliol de 2022, Mingueza va fitxar pel RC Celta de Vigo amb un contracte per quatre anys. El Barça s'asseguraria un 50% dels ingressos d'una futura venda del jugador.

## Internacional

### Catalunya
Internacional amb la selecció catalana, el maig de 2022 Gerard López el va convocar per disputar el partit Catalunya – Jamaica a Montilivi, una victòria per 6-0. El 29 de maig de 2024 va disputar amb la selecció catalana el partit contra el Panamà, que va acabar en un empat a 2, a l'Estadi de la Nova Creu Alta.

### Espanya
Mingueza ha estat internacional sub-16, sub-17, i sub-21 amb la selecció espanyola. El 15 de març de 2021 va ser convocat per primer cop amb la selecció espanyola sub-21 per disputar els partits de la fase de grups de l'Eurocopa de la categoria. Va debutar al partit de la segona jornada contra la selecció italiana, i va acabar expulsat.
Degut al confinament d'alguns jugadors degut al test positiu de COVID-19 de Sergio Busquets, alguns jugadors de la selecció sub-21 van haver de jugar un amistós amb l'absoluta contra Lituània el 8 de juny de 2021. Mingueza va debutar com a sènior en el partit, que Espanya va guanyar 4–0. Més tard aquell més va ser inclòs a la llista d'internacionals per representar Espanya als Jocs Olímpics de 2020, on l'equip espanyol va guanyar la medalla d'argent.

## Palmarès
FC Barcelona
- Copa del Rei: 2020–21[15]
- Lliga Juvenil de la UEFA: 2017–18[31]